# Armento
Armento község (comune) Olaszország Basilicata régiójában, Potenza megyében.

## Fekvése
Az Agri folyó fölé magasodó egyik domb tetején épült ki a megye központi részén. Határai: Montemurro, San Martino d’Agri, Guardia Perticara, Corleto Perticara, Gallicchio és San Chirico Raparo.

## Története
A város az ókori, görög alapítású Galasa romjain épült fel. A 10. század elején baziliánus szerzetesek telepedtek meg. A legendák szerint az egyik szerzetes, Demennai Szent Lukács keresztény hitre térítette a vidéken portyázó szaracénokat. 

## Népessége
A népesség számának alakulása: 

## Főbb látnivalói
- San Vitale-kápolna
- Madonna del Carmine-kápolna
- Santa Lucia-templom
- San Luca-templom